# Bulzești (gmina)
Bulzești – gmina w Rumunii, w okręgu Dolj. Obejmuje miejscowości Bulzești, Frățila, Gura Racului, Înfrățirea, Piscu Lung, Poienile, Prejoi, Săliște, Seculești i Stoicești. W 2011 roku liczyła 1590 mieszkańców.